# Williams Carter Wickham

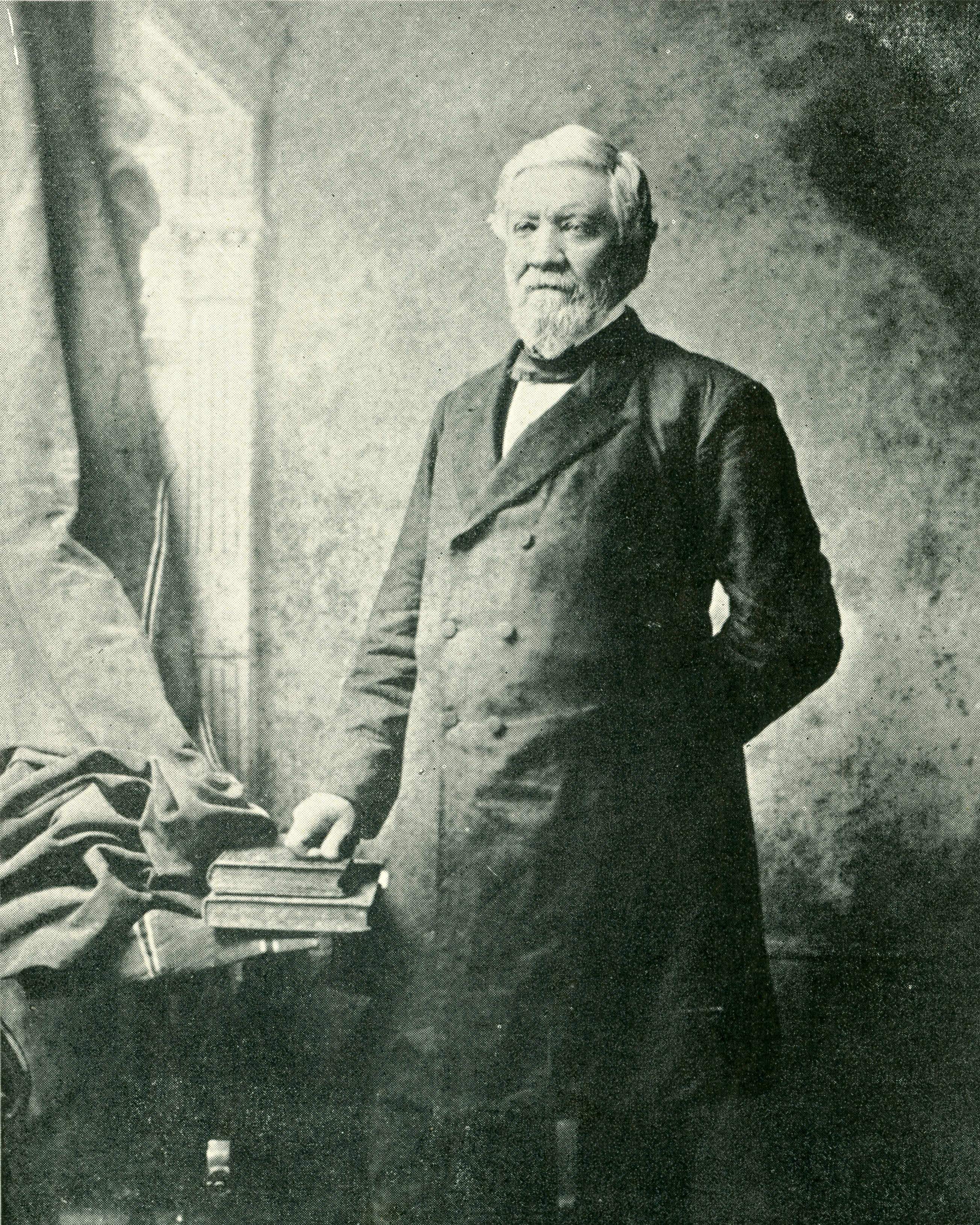
Williams Carter Wickham

Williams Carter Wickham (* 21. September 1820 in Richmond, Virginia; † 23. Juli 1888 ebenda) war ein US-amerikanischer Jurist, Eisenbahnmann und Politiker. Ferner war er General in der Konföderiertenarmee während des Bürgerkrieges.

## Frühe Jahre
Williams Carter Wickham, Sohn von Anne Butler Carter und William Fanning Wickham (1793–1880), wurde ungefähr fünfeinhalb Jahre nach dem Ende des Britisch-Amerikanischen Krieges in der unabhängigen Stadt Richmond geboren. Sein Großvater väterlicherseits war der Verfassungsrechtler John Wickham (1763–1839). Mütterlicherseits reicht seine Abstammung zu den Familien Nelson und Carter, die zu den ersten Familien in Virginia gehörten und bedeutend in der Colony of Virginia waren. Sein Urgroßvater war General Thomas Nelson junior (1738–1789), einer der Unterzeichner der Unabhängigkeitserklärung und während des Unabhängigkeitskrieges Gouverneur von Virginia. Zu seinen Vorfahren zählt auch Thomas „Scotch Tom“ Nelson (1677–1747), der zu den Mitbegründern der Stadt Yorktown (York County) im späten 17. Jahrhundert gehörte. Ferner war er ein Nachfahre von Robert „King“ Carter (1663–1732), dem royalen Gouverneur von Virginia und einem der reichsten Grundbesitzer im späten 17. und Anfang des 18. Jahrhunderts. Seine Mutter war eine Cousine vom General Robert Edward Lee (1807–1870), dessen Mutter Anne Hill Carter auf der Shirley Plantage geboren wurde.
Williams Carter Wickham verbrachte die meiste Zeit seiner Jugend auf der Plantage seines Vaters, Hickory Hill, die 3.200 Acres (13 km2) groß war. Sie lag ungefähr 20 Meilen nördlich von Richmond und 5 Meilen östlich von Ashland (Hanover County). Hickory Hill war lange Zeit eine abseits gelegene Anfügung an die Shirley Plantage, dessen Großteil in den Besitz der Familie Carter durch einen Vertrag vom 2. März 1734 kam. Wickham graduierte an der University of Virginia und erhielt 1842 seine Zulassung als Anwalt. Seine Studienzeit war von der Wirtschaftskrise von 1837 überschattet und die Folgejahre vom Mexikanisch-Amerikanischen Krieg. Er heiratete Lucy Penn Taylor und bekam mit ihr mehrere Kinder. Im Laufe der Zeit wurde er Richter. 1849 wählte man ihn in das Abgeordnetenhaus von Virginia. Er trat 1858 in die Kavalleriemiliz von Virginia ein, wo er den Dienstgrad eines Captains bekleidete. 1861 wurde er im Henrico County als Unionist in die Sezessionsversammlung gewählt, wo er gegen die Sezession von Virginia stimmte.

## Bürgerkrieg
Nach der Sezession von Virginia stellte Wickham seine Kompanie, die Hanover Dragoons, in den Dienst der Konföderiertenarmee. Der Gouverneur John Letcher (1813–1884) ernannte Wickham nach der Ersten Schlacht bei Manassas im September 1861 zum Lieutenant Colonel im 4. Kavallerieregiment von Virginia. Am 4. Mai 1862 erlitt Wickham mehrere Säbelverwundungen bei einem Kavallerieangriff während der Schlacht von Williamsburg. In seinem verletzten Zustand wurde er gefangen genommen, aber schnell auf Ehrenwort wieder freigelassen. Im August 1862 erhielt er eine Beförderung zum Colonel im 4. Kavallerieregiment von Virginia. Bei der Schlacht bei Sharpsburg wurde er erneut verwundet, dieses Mal durch Granatsplitter am Hals. Nach seiner Genesung nahm er an den Schlachten von Chancellorsville, Brandy Station und Gettysburg teil. General Wade Hampton III. (1818–1902) machte die Ausfälle von Wickhams 4. Kavallerieregiment von Virginia bei Brandy Station für den Tod seines Bruders, Lieutenant Colonel Frank Hampton (1829–1863), verantwortlich. Am 9. September 1863 wurde Wickham zum Brigadegeneral befördert und übernahm das Kommando über eine Brigade in der Division unter Fitzhugh Lee (1835–1905). Wickham nahm am 11. Mai 1864 an der Schlacht an der Yellow Tavern teil. Generalmajor James Ewell Brown Stuart (1833–1864) wurde während der Kampfhandlungen tödlich verwundet. Sein letzter Befehl hieß:

„Order Wickham to dismount his brigade and attack.“

Nach der konföderierten Niederlage bei der Schlacht bei Fishers Hill im September 1864 vereitelte Wickham bei der Schlacht von Milford den Versuch von Generalmajor Philip Sheridan (1831–1888) die konföderierten Truppen unter Generalmajor Jubal Anderson Early (1816–1894) einzuschließen und zu vernichten. Danach griff er die Unionskavallerie bei der unabhängigen Stadt Waynesboro an und zwang diese sich nach Bridgewater (Rockingham County) zurückzuziehen.
Wickham gab am 5. Oktober 1864 sein Offizierspatent zurück und nahm seinen Sitz im zweiten Konföderiertenkongress ein, in den er gewählt wurde, als er auf dem Schlachtfeld war. Mit der Erkenntnis, dass die Tage der Konföderierten Staaten zu Ende waren, nahm er an der Hampton Roads Conference teil mit dem Ziel eines baldigen Kriegsendes.

## Nachkriegszeit und späte Jahre
Nach der Kapitulation der Konföderierten Staaten setzte sich Wickham für die Verbesserung der Harmonie zwischen den Staaten ein und für die Reorganisierung der Wirtschaft von Virginia, welche durch den Bürgerkrieg zerstört wurde. Er wurde ein Republikaner. Bei der Präsidentschaftswahl von 1872 stimmte er als Wahlmann für Ulysses S. Grant (1822–1885).
Wickham wurde im November 1865 zum Präsidenten der Virginia Central Railroad gewählt, eines von mehreren Eisenbahnunternehmen, das während des Krieges die meisten Schäden davontrug. 1868 fusionierte das Unternehmen mit der Covington and Ohio Railroad zu der Chesapeake and Ohio, von der er der neue Präsident wurde. In seiner neuen Funktion setzte er sich dafür ein die Eisenbahnlinie zum Ohio River fertigzustellen, ein lang gehegter Traum der Virginier. Im Gegensatz zu William Mahone (1826–1895), ein befreundeter konföderierter Beamter und Eisenbahnchef, war Wickham nicht in der Lage das notwendige Kapital aufzubringen, ob aus Virginia oder aus Europa. Mit Blick auf New York City war er erfolgreich eine Investmentgruppe zu gewinnen, welche unter der Führung von Collis P. Huntington (1821–1900) stand. Kurz nach der Fertigstellung des westlichen Teils der transkontinentalen Eisenbahnlinie, trat Huntington als ein Mitglied der sogenannten „Big Four“ der Chesapeake and Ohio bei und wurde deren neuer Präsident. Seine Kontakte und sein Ruf halfen ihm eine Finanzierung von 15 Millionen Dollar von Geldgebern aus New York für das Projekt aufzubringen, welches am Ende 23 Millionen Dollar kostete. Die letzte-Nagel-Zeremonie für die 428 Meilen (689 km) lange Strecke von Richmond zum Ohio River wurde am 29. Januar 1873 bei der Hawks Nest Eisenbahnbrücke in New River Valley bei der Town von Ansted im Fayette County (West Virginia) abgehalten.
Nach dem Huntington die Präsidentschaft bei der Chesapeake and Ohio übernahm, fungierte Wickham von 1869 bis 1878 als dessen Vizepräsident. Das Unternehmen wurde 1878 zwangsversteigert und Wickham erhielt den Zuschlag. Unter ihrer Führung wurde die Eisenbahnlinie zusätzlich erweitert und zwar östlich von Richmond durch den neuen Church Hill Tunnel und auf der Virginia-Halbinsel bis nach Williamsburg (James City County), um die Kohlepiers am Hafen von Hampton Roads zu erreichen, den größten eisfreien Hafen der Vereinigten Staaten an der Ostküste bei kleinen kreisfreien Stadt Newport News im Warwick County. In den zehn Jahren zwischen 1878 und 1888 begann man bei der Chesapeake and Ohio das Kohlevorkommen zu erschließen und nach Osten zu transportieren. Der Kohletransport wurde zum Kerngeschäft von Chesapeake and Ohio zu jener Zeit, was bei dem Nachfolgeunternehmen CSX Transportation nach mehr als 125 Jahren immer noch der Fall ist. Collis P. Huntington vergrößerte zur gleichen Zeit sein Vermögen. In diesem Zusammenhang gründete er in Newport News die Newport News Shipbuilding and Drydock Company, welche der kleinen Gemeinde dazu verhalf eine von nur zwei in Virginia zu einer unabhängigen Stadt zu werden ohne davor eine eingemeindete Stadt zu sein. Newport News wurde 1958 mit dem früheren Warwick County zusammengelegt, wuchs und wurde eine der wichtigsten Städte vom Hampton Roads.
Neben seiner Eisenbahntätigkeit war Wickham weiterhin in der Politik tätig. Er unterhielt sowohl ein Büro in Richmond als auch eins an seinem Wohnsitz im Hanover County. 1871 wurde er Vorsitzender des Board of Supervisors im Hanover County und saß 1883 im Senat von Virginia. Er verstarb 1888 in seinem Büro in Richmond und wurde dann auf dem Hickory Hill Cemetery in der Nähe von Ashland beigesetzt.

## Ehrungen

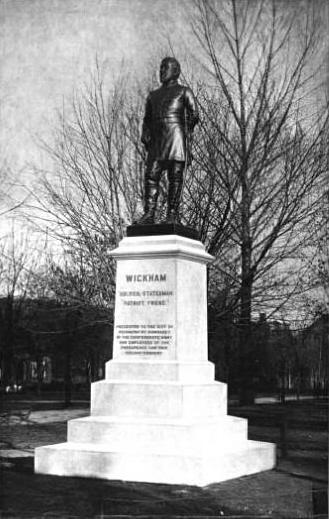
Statue von Williams Carter Wickham im Monroe Park in Richmond (Virginia)

Eine Statue von Williams Carter Wickham steht seit 1891 in Monroe Park in Richmond. Sie wurde von seinen früheren Kameraden aus der Konföderiertenarmee und den Mitarbeitern der Chesapeake and Ohio Railway gestiftet.